# Odontolabis burmeisteri
Odontolabis burmeisteri is een keversoort uit de familie vliegende herten (Lucanidae). De wetenschappelijke naam van de soort is voor het eerst geldig gepubliceerd in 1841 door Frederick William Hope.
Het is een groot insect, tot 9 à 10 centimeter lang. Het kopschild en halsschild zijn zwart. De elytra zijn zwavelgeel met een zwarte streep die breed is aan de schouders en versmalt naar het achterlijf toe. De soort werd aangetroffen in zuidelijk India, onder meer in Malabar.